# Михаил Георгиев – Казначея
Михаил Георгиев – Казначея е български революционер, опълченец, участник в Българското опълчение.

## Биография
Роден е в Тетевен в 1858 година. Участва като доброволец в Сръбско-турската война през 1876 година в 4-ти батальон от бригадата на генерал Михаил Черняев.
Доброволец е в Българското опълчение по време на Руско-турската война от 1877 – 1878 година и служи във 2-ра рота на 3-та опълченска дружина.
След войната в продължение на осемнадесет години до 25 март 1898 година служи като бирник в различни селища на страната.
След пенсионирането до края на живота си живее в Тетевен, където притежава градини, ливади и гори. Развива обществена дейност. Активист е на Тетевенското дружество на Македоно-одринската организация. Делегат е на Осмия конгрес на организацията от 4 до 7 април 1901 година на Деветия конгрес, провел се от 29 юли до 5 август 1901 година.
Умира в Тетевен на 9 юли 1933 година.